# Oreolalax rugosus
Oreolalax rugosus är en groddjursart som först beskrevs av Liu 1943.  Oreolalax rugosus ingår i släktet Oreolalax och familjen Megophryidae. IUCN kategoriserar arten globalt som nära hotad. Inga underarter finns listade i Catalogue of Life.